# Thực vật mọng nước

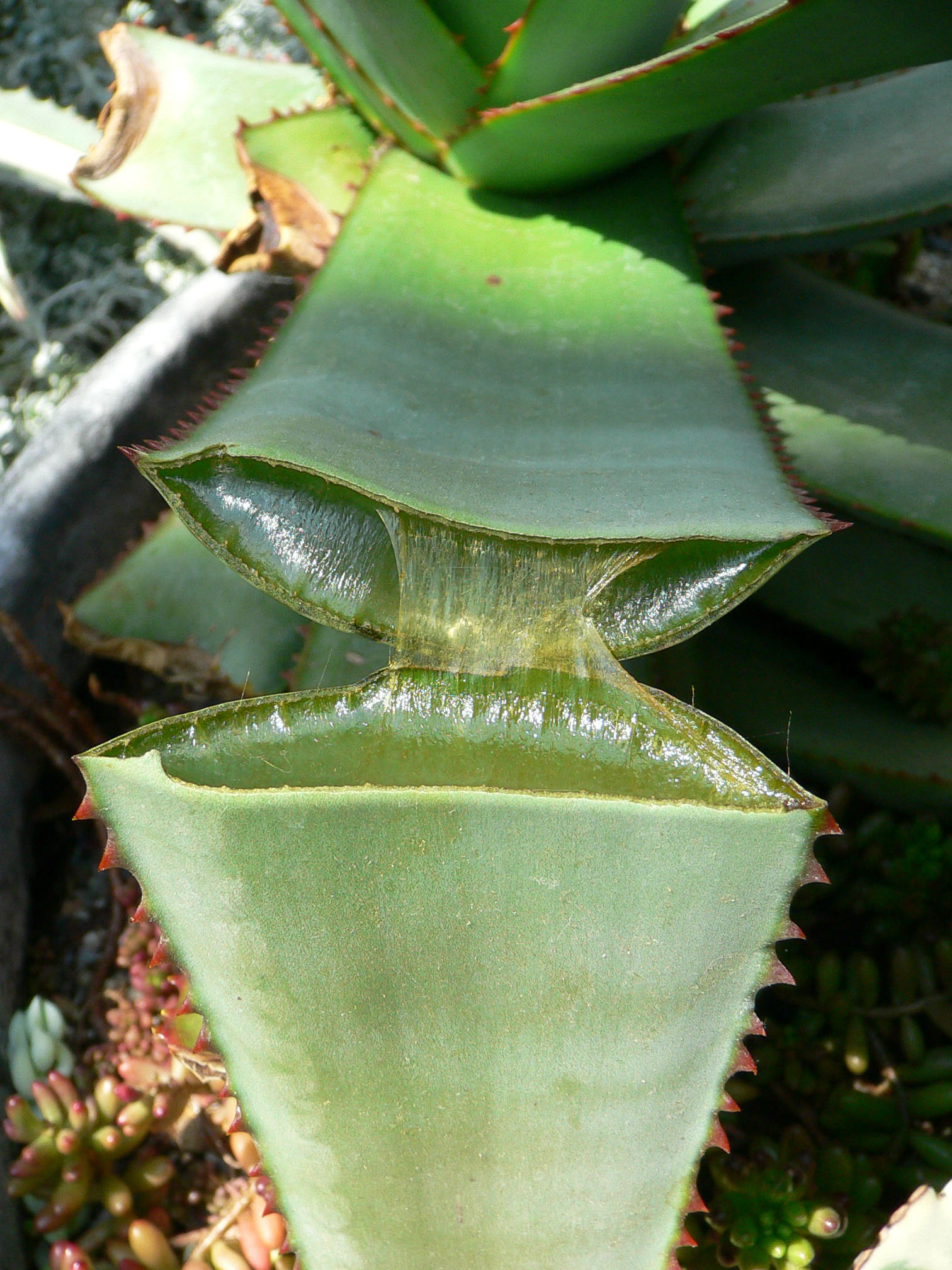
Thực vật mọng nước, chẳng hạn loài lô hội, trữ nước trong phần thịt lá

Trong thực vật học, thực vật mọng nước, cũng được gọi là cây mọng nước hoặc đôi khi là thực vật béo, là những loài thực vật có một số thành phần dày và nhiều thịt hơn bình thường, thường để giữ nước khi sinh trưởng ở nơi điều kiện đất hay khí hậu khô cằn (đây là loài thực vật thuộc nhóm cây chịu hạn). Từ "mọng nước" xuất phát từ thuật ngữ sucus từ Latin, có nghĩa là nước trái cây, hoặc nhựa. Thực vật mọng nước có thể lưu trữ nước trong những cấu trúc khác nhau, chẳng hạn như lá hoặc thân cây. Một số định nghĩa còn gộp cả rễ, vì thế các loài địa sinh sống sót qua các thời kỳ có điều kiện không thuận lợi bằng cách khô héo và chết phần lộ thiên và chỉ tồn tại ở dạng cơ quan lưu trữ ngầm dưới đất cũng có có thể coi là thực vật mọng nước. Tuy nhiên, khi thuật ngữ này được sử dụng trong nghề làm vườn thì thuật ngữ "mọng nước" cũng thường hay loại bỏ một số nhóm thực vật mà các nhà thực vật học coi là thực vật mọng nước, chẳng hạn như xương rồng. Thực vật mọng nước hay được trồng làm cây cảnh do bề ngoài nổi bật và bất thường của chúng.
Ước tính có khoảng 60 họ thực vật khác nhau có chứa các loài thực vật mọng nước. Trong một số họ, như Cactaceae, Agavoideae, Aizoaceae và Crassulaceae, phần lớn các loài đều là thực vật mọng nước. Môi trường sống tự nhiên của các loài thực vật tích trữ nước này nói chung là các khu vực có nhiệt độ cao và ít mưa. Chúng có khả năng phát triển tốt chỉ với những nguồn nước hạn chế, như sương và/hoặc sương mù.

## Bề ngoài

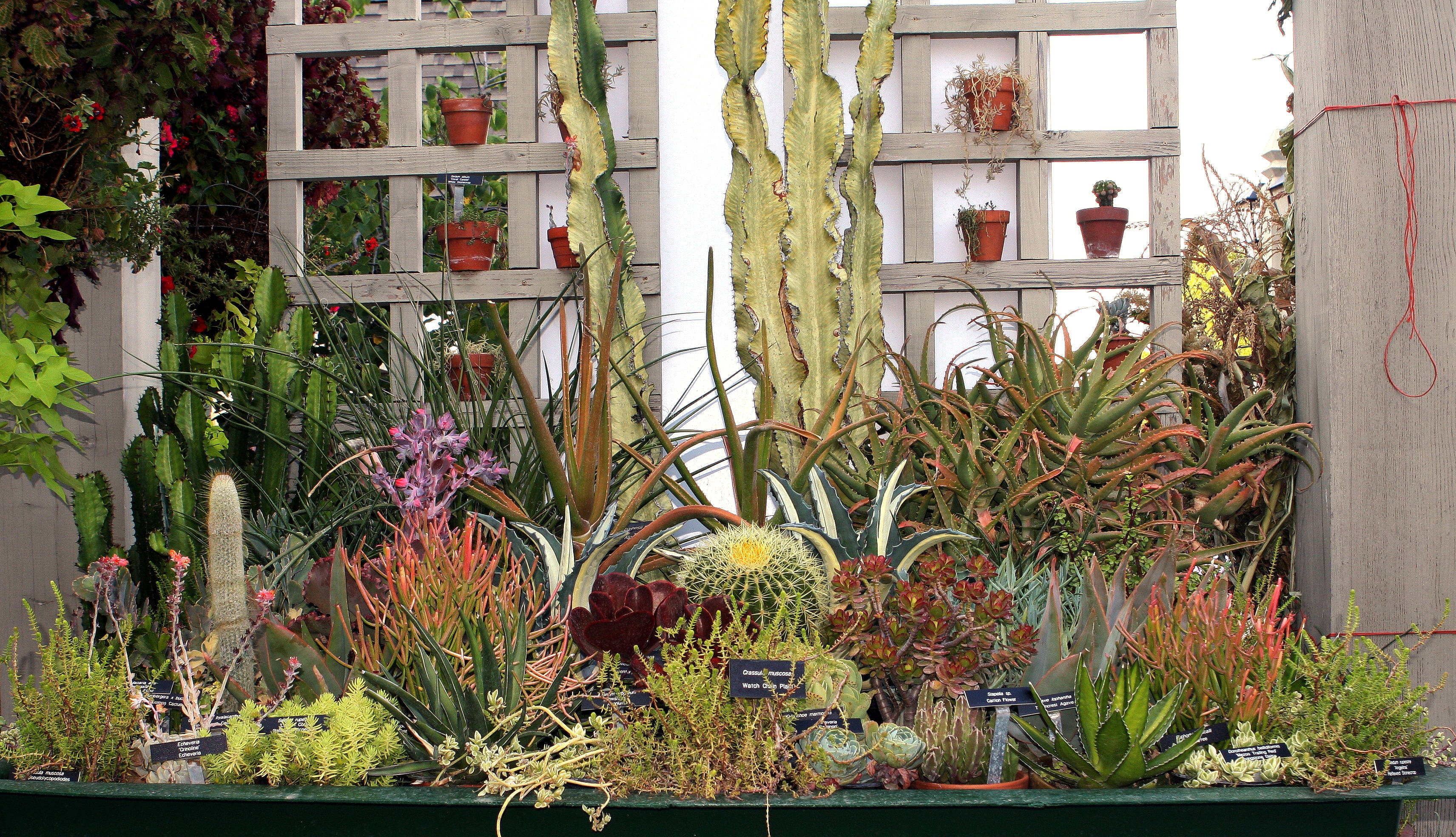
Mộ bộ sưu tập thực vật mọng nước, gồm cả xương rồng.

Sự tích trữ nước thường làm cho thực vật mọng nước có bề ngoài căng phình ra hay dày cùi thịt hơn so với các loài thực vật khác, mọt đặc trưng được gọi là sự mọng nước. Ngoài ra, thực vật mọng nước còn có một số đặc trưng tích trữ nước khác, tùy theo loài. Chúng bao gồm:
- Trao đổi chất axit Crassulacean (CAM) để giảm thiểu mất nước.
- Không có lá, lá suy giảm hay có hình dạng từ hình trụ tới hình cầu.
- Giảm số lượng khí khổng.
- Thân có vai trò là khu vực chính để quang hợp chứ không phải lá.
- Dạng phát triển thu gọn, tiêu giảm, gống như cái đệm, hình cột hay hình cầu.
- Các gân lá cho phép tăng nhanh thể tích của cây và giảm diện tích bề mặt lộ ra dưới ánh nắng.
- Bề mặt có lớp sáp, lông tơ hay gai để tạo ra một tiểu môi trường sống ẩm ướt xung quanh cây, làm giảm chuyển động của không khí gần bề mặt cây, vì thế làm giảm mất nước và tạo ra bóng râm.
- Rễ nằm rất gần bề mặt đất, sao cho chúng có thể hút hơi ẩm từ một lượng mưa nhỏ hay thậm chí là hơi sương.
- Khả năng duy trì tình trạng mập mạp và đầy nước ngay cả khi với nhiệt độ cao bên trong (như 52 °C hay 126 °F)[2]
- Lớp cutin ngoài (biểu bì) không thấm nước [2]
- Các chất nhầy giữ cho nước luôn dồi dào [2]